# Утва 75
Утва-75 је школски авион двосед, с клипним мотором. Прототипски развој и производња су реализовани у Фабрици Утва, у Панчеву, Србија. Авион служи за почетну обуку војних пилота у Србији (до 2007. године и у Хрватској). Као цивилни авион се користи у аеро-клубовима у државама, произашлим из бивше СФРЈ.

## Развој
Пројекат авиона Утва-75 је произашао из варијанте М-10, из пројеката гаме лаких авиона, у југословенско-пољској сарадњи. Југословенску страну су представљали у сарадњи: Ваздухопловнотехнички институт из Београда, Машински факултет из Београда, Соко из Мостара и Утва из Панчева.
Први лет прототипа био је 1976. године. Направљен је још један прототип авиона с измењеним начином закивања, с упуштеним главама. Како промјена на другом прототипу није дала жељена аеродинамичка побољшања, серијска производња је настављена према стандарду првог прототипа. Први лет је имала Утва-75А (настала од М-12), с четири сједишта, 1986. године. С овом варијантом је покушан излазак на западно тржиште. Због високих стандарда тога тржишта, као што су комфор, мала бука итд., покушај није дао резултате.
Произведено је 136 авиона од 1978. до 1985. Након распада Југославије, авиони су коришћени у ваздухопловствима новонасталих држава. Утва-75 имала малу улогу у протеклим ратовима у бившој СФРЈ.

## Наоружање
Утва 75 је веома скромно наоружана за потребе почетне обуке пилота за гађање, ракетирање и бомбардовање, што се у изузетним случајевима може користити и за борбена дејства. Поседује две поткрилне линије подвешавања с носивошћу 2 х 150 kg. Варијанте ношења оружја, бомбе 2 х 100 kg; или 4 х 50 kg; два саћаста лансера, по 12 ракета од 57 mm. На те линије се могу алтернативно уградити лансери са малокалибарским митраљезима.

## Опрема
Авион Утва 75 је опремљен стандардном опремом за ову категорију авиона, укључујући вишеканални ВХФ примопредајник; дигитални мерач укупног времена лета.
Опцијска опрема укључује далеко већи избор. Међу њом је панел за радио- навигацијски систем, са свим компонентама, укључујући рачунар и показивач (индикатор). Поред тога је дигитални мерач растојања и брзине пропадања до земље, и времена за пристајање. Предвиђен је питач и одговарач за идентификацију авиона и примопредајник за радио-фар, с аутоматским избором кода.

## Сова
На међународном сајму „Партнер 2015“ Утва је промовисала прототип авиона „Сова“ који по спољњем изгледу представља модернизован и делимично измењен авион Утва 75А четворосед. Основна намена авиона је почетна обука (и селекција), тренаж, спорт и туризам. Као помоћна намена се наводи извиђање, патролирање, фото снимање и слично, као и могућност ношења наоружања уз уградњу одговарајуће опреме. "Сова" је напредна верзија авиона "утва 75", који се од основног модела разликује по јачем мотору и потпуно дигитализованом кокпиту. Опремљен је уређајима за радио и ГПС навигацију, инструментално слетање и праћење рада мотора и потрошње горива. (Види још:Фотогалерија авиона „Сова“)

## Карактеристике
- Дужина = 7,11
- Размах крила = 9,73
- Виткост крила = 6,3
- Висина = 3,15
- Размах хоризонталног репа = 3,80
- Растојање између ногу = 3,80
- База точкова = 1,99
- Пречник елисе = 1,93
- Одстојање врха елисе од земље = 0,295
- Површина крила = 14,63
- Повшина крилаца = 1,38
- Површина закрилаца = 1,61
- Површина вертикалног репа = 1,78
- Површина вертикалног репа = 3,34
- Маса празног, опремљеног = 720
- Носи пртљаг = 20
- Максимално унутрашње гориво = 108
- С допунским резервоарима = 251
- Максимална маса полетања = 1140
- Максимално оптерећење крила = 77,92
- Максимална хоризонтална брзина = 190
- Брзина крстарења = 175
- Брзина превлачења = 100
- Максимална брзина пењања = 100
- Практични плафон лета = 4000
- Залет, у полетању, до висине од 15  = 400
- Трчање у слетању = 180
- Укупна дужина слетања, с висине од 15  = 340
- Долет с максималним унутрашњим горивом = 600
- Долет са допунским резервоарима = 1400

## Корисници

### Тренутни
- Србија - располаже с 16 авиона Утва 75.
- Црна Гора - располаже с 3 авиона Утва 75. Четврти авион је имао удес на Скадарском језеру 3. септембра 2008.[2]
- Босна и Херцеговина - располаже с 2 авиона Утва 75.
- Судан - располаже са 6 авиона Утва 75 од 2009. године.[3]

### Бивши корисници
- Југославија - располагала је са 136 авиона Утва 75.
- Хрватска - располагала је с 11 авиона Утва 75, које су замењене 2007. са Злиновима.
- Србија и Црна Гора - располагала је са 20 авиона Утва 75.
- Словенија - расподелила је 12 авиона Утва 75 у аеро-клубове.
- Република Српска - располагала је са неколико авиона Утва 75.